# Areny de Noguera
Areny de Noguera és una vila i municipi de la Ribagorça (Osca), a l'Aragó, que es troba a la comarca de Baixa Ribagorça. Limita al nord amb el terme municipal de Bonansa i Santorens, al nord-est amb Sopeira, a l'est amb la Noguera Ribagorçana (riu) i el terme municipal de Tremp (Pallars Jussà), al sud amb el municipi de Montanyana, al sud-est amb Monesma i Queixigar, a l'oest amb Serradui i al nord-oest amb l'actual municipi de Beranui.
Areny es considera la capital de la subcomarca de la Terreta Ribagorçana, que s'estén a banda i banda de la Noguera Ribagorçana. Just a l'altra banda de la Noguera Ribagorçana, al terme de Tremp i antigament al terme de Sapeira, es troba el poble, ara anomenat entitat de població, del Pont d'Orrit, que forma una continuïtat amb Areny. Riu amunt hi ha un pont romànic en ruïnes que porta el mateix nom, el pont d'Orrit.
Situada a la riba dreta de la Noguera Ribagorçana, la vila també és regada per les aigües de la Valira de Cornudella, i drenada pels barrancs de Sant Romà i de Colls o de Tresserra.

## Entitats de població
A banda dels nuclis llistats dessota, també hi ha els de Claravalls, Freixenet, Ovís, Puifel o Puigfell, Ribera de Vall, Iscles, Santa Eulàlia, Soliva, La Plana, Soperuny, Suerri, Tresserra i Vilaplana, pràcticament tots despoblats.
| Entitat de població   | Habitants |
| --------------------- | --------- |
| Areny de Noguera      | 222       |
| Berganui              | 0         |
| Betesa                | 2         |
| Campament d'Areny, el | 25        |
| Casa Consistorial     | 12        |
| Molins, els           | 3         |
| Puimolar              | 2         |
| Ribera de Vall        | 4         |
| Sant Martí del Sas    | 4         |
| Sas, el               | 17        |
| Sobrecastell          | 27        |
| Font: Idescat         |           |

## Patrimoni
Areny de Noguera és coneguda per la troballa d'unes petjades i jaciments d'ossos de dinosaure, que donaran peu a la descoberta d'una nova espècie de dinosaure, l'Arenyosaure (Arenyosaurus ardevoli), i l'establiment del Museu dels Dinosaures d'Areny (pàgina web únicament en castellà) al centre de la vila. També hi ha camins senyalitzats per a visitar els jaciments. Aquests jaciments van ser descoberts el 1992 o 1995 pel geòleg Lluís Ardèvol i Oró (Tremp), pel qual el nom científic de la nova espècie reflecteix el seu cognom.
Altres peces importants del patrimoni són els monuments megalítics, consistent en 2 dòlmens, 1 menhir i apilaments de pedres, que hi ha al terme municipal, concretament al nucli de Cornudella de Valira, a la roureda de Transàs. Els dòlmens es coneixen com la Cabaneta del Fornó i la Cabaneta del Tancat de Dalt. Aquests monuments van ser descoberts per a la ciència el 1970 per Tirso Gracia Bardají.
Una altra de les riqueses de l'àrea és l'esplèndida natura, apta per a l'excursionisme, l'observació d'ocells, etc.
El Jurament de fidelitat de Radulf Oriol a Ramon VI de Pallars Jussà (1028-1047) es tracta del primer document escrit en català i va ser escrit entre Areny de Noguera i Orrit.
El nucli antic d'Areny és considerat un conjunt històric i artístic. A més a més, el municipi també compta amb un Centre d'interpretació de la Ribagorça, situat a la mateixa plaça major, a l'edifici històric de la Casa del Governador, i l'Associació Cultural d'Areny, com també les restes d'una necròpoli amb tombes antropomorfes anteriors al segle ix. L'església és del segle xiii.
La cel·la monàstica visigòtica Santa Càndia fou incorporada el 973 al monestir de Santa Maria d'Alaó.
Al Museu Nacional d'Art de Catalunya (MNAC) s'hi conserva una Mare de Déu de la segona meitat del segle xiv procedent del convent del Carme d'Areny de Noguera.

## Imatges

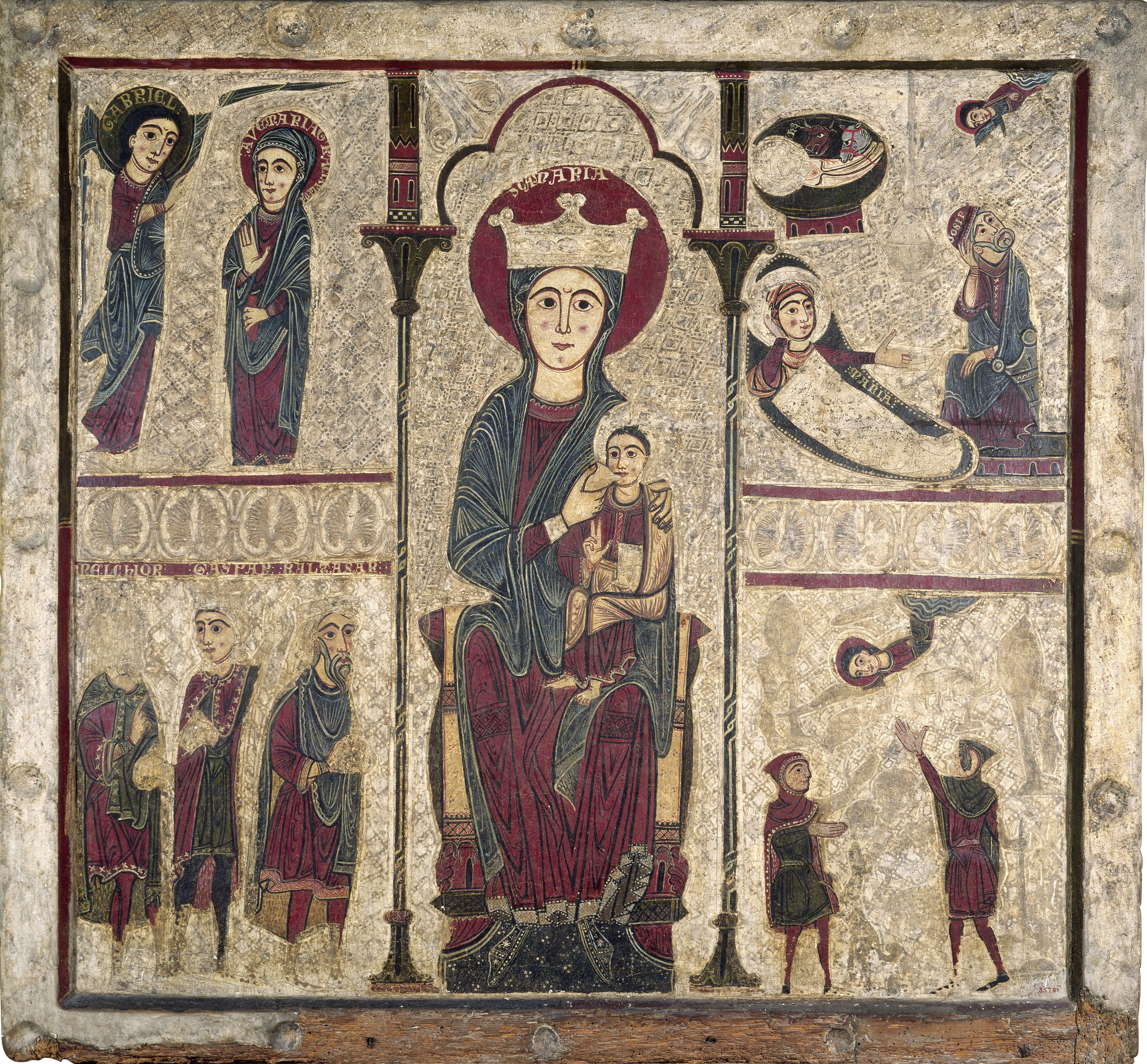
Frontal d'altar de Rigatell
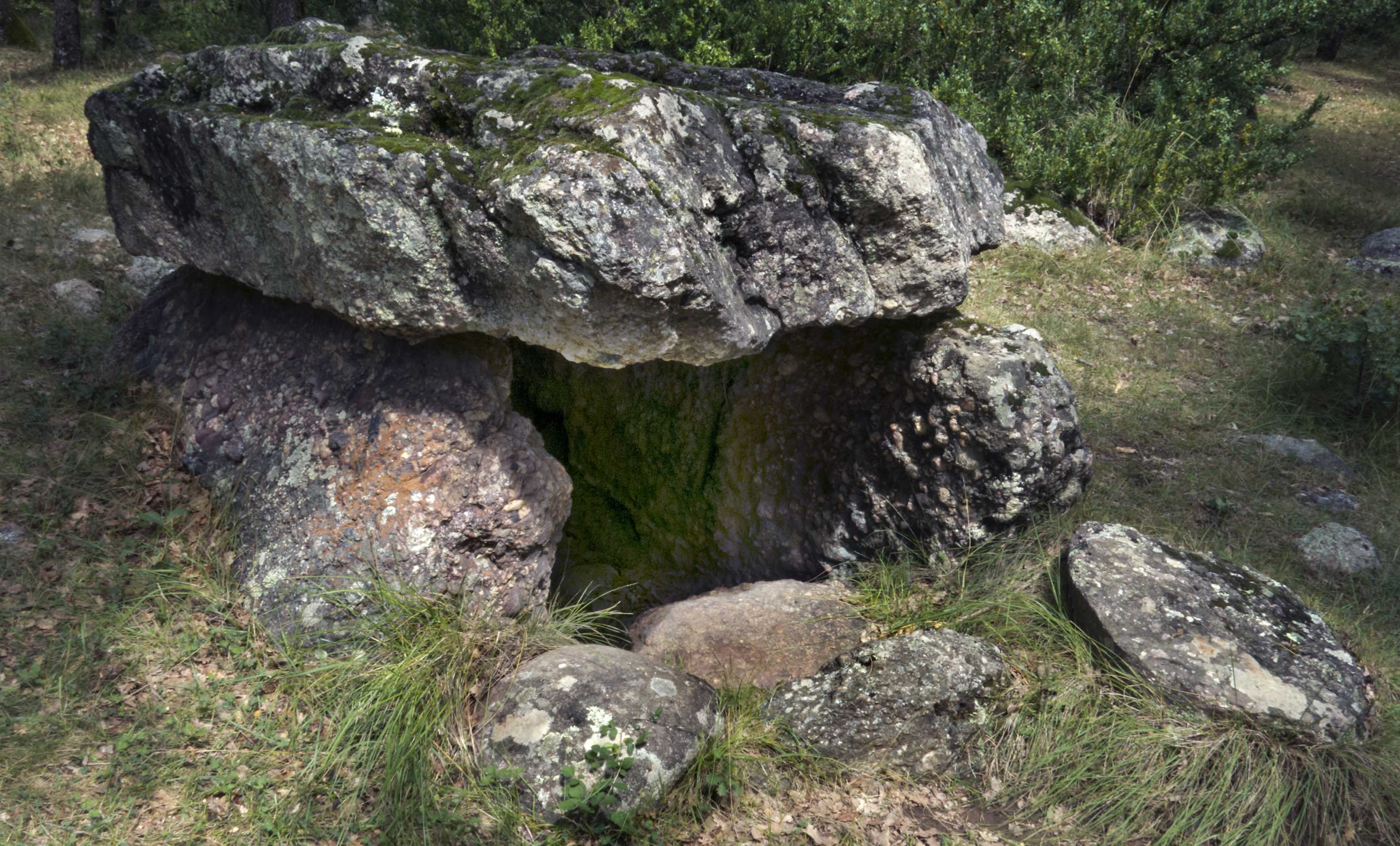
Dolmen, Cornudella de Valira
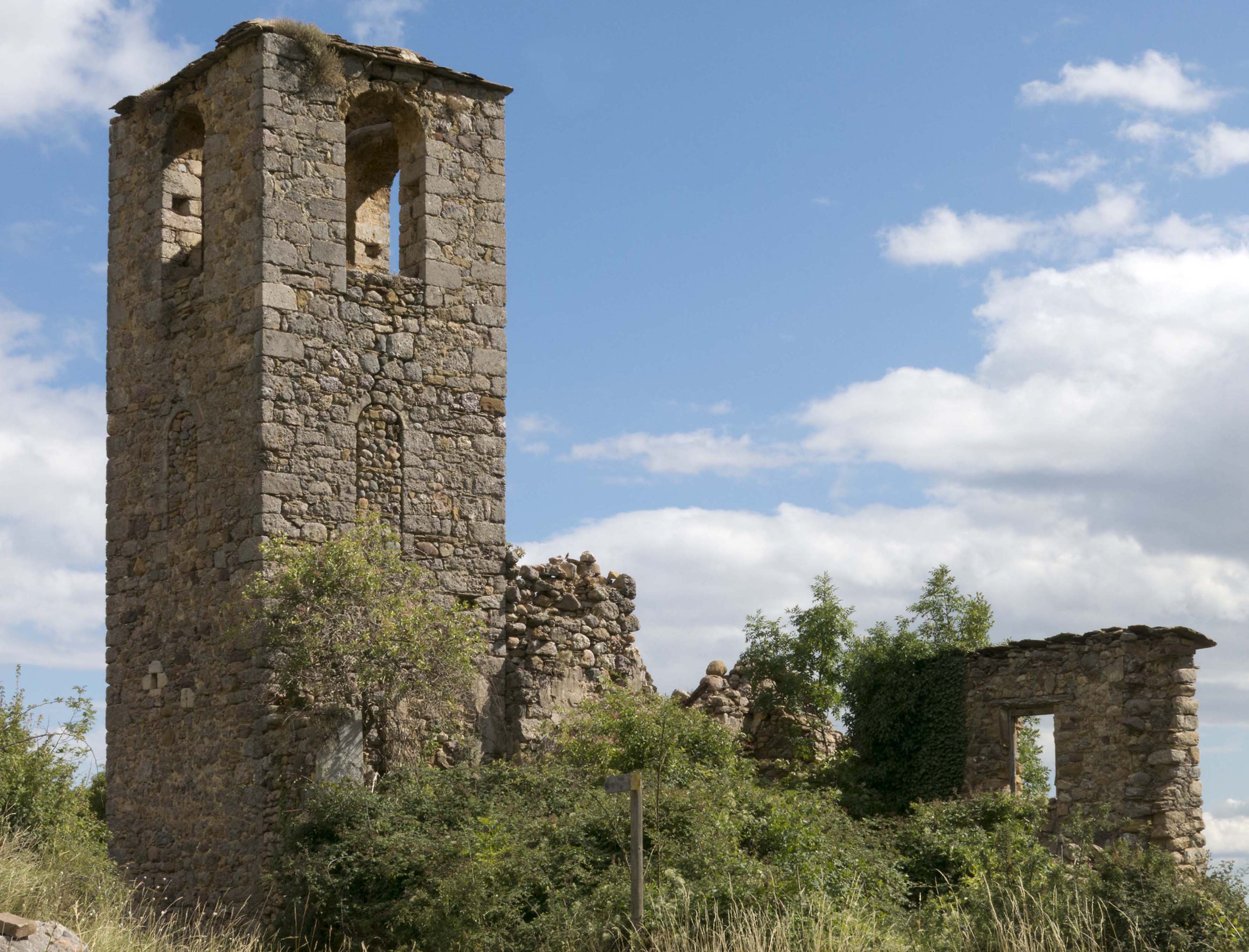
Sant Martí de Soperuny
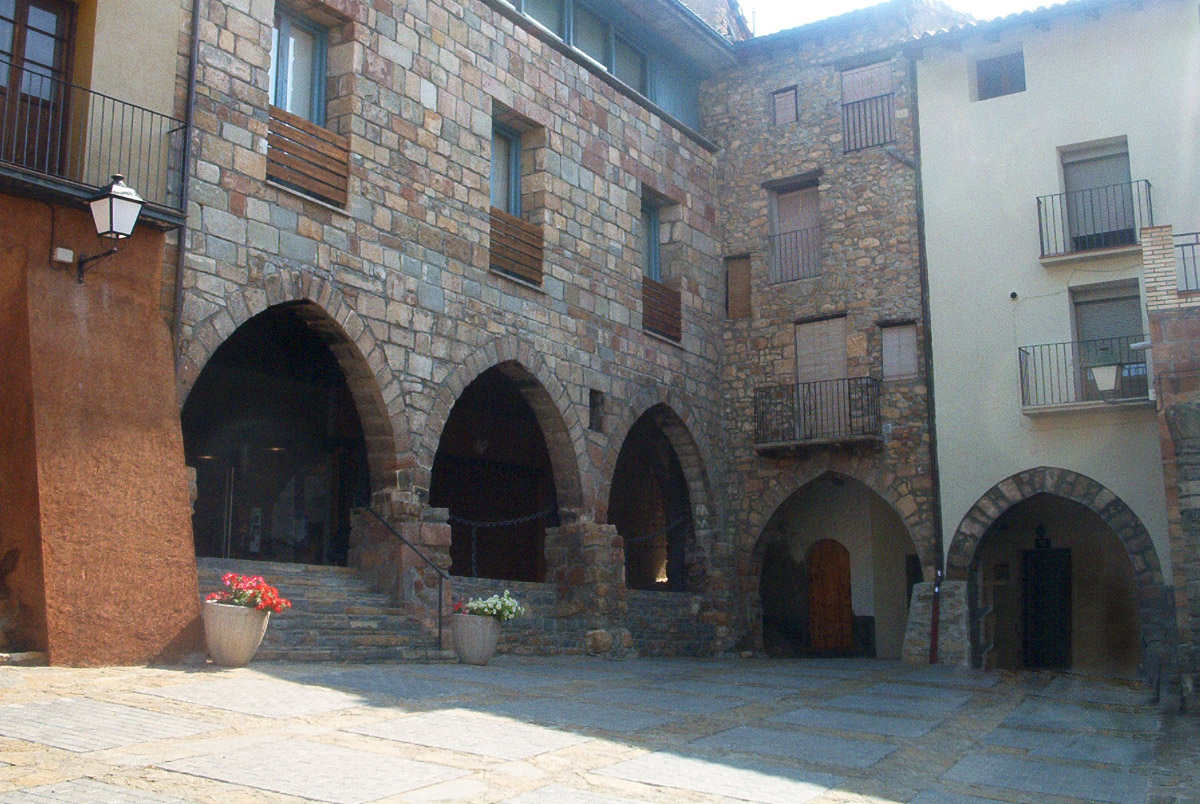
Areny de Noguera, Ribagorça